# 효강황후
효강황후 상씨(孝康皇后 常氏, 원 지정 15년(1355년) ~ 명 홍무 11년 11월(1378년))는 추존황제 흥종(興宗)의 정비이다. 아버지는 개평충무왕(開平忠武王) 상우춘(常遇春)이고, 어머니는 개평왕비(開平王妃) 남씨(藍氏)이다.
홍무 4년(1371년) 황태자비로 간택되어 홍무제가 직접 책봉하였다. 그러나 홍무 11년 11월(1378년)에 사망하여 시호를 경의황태자비(敬懿皇太子妃)로 추숭하였다. 20년 후 건문제가 즉위하면서 황후로 추존되어 시호를 효강황후(孝康皇后)라고 하였다. 그러나 정난의 변으로 건문제가 영락제에게 황위를 뺏기자, 흥종과 효강황후 상씨는 다시 황태자와 황태자비로 격하되었다. 훗날 남명 홍광제에 의해 다시 황후로 복위되었다.